# 穆罕默德·穆斯塔法·米鲁
穆罕默德·穆斯塔法·米鲁（阿拉伯语：محمد مصطفى ميرو，1941年—2020年12月22日），前叙利亚总理，于2000年3月7日至2003年9月10日间任职。

## 生平
1941年，穆罕默德·穆斯塔法·米鲁出生于叙利亚大马士革郊区的阿尔-泰勒。
米鲁曾就读于大马士革大学，后来，又获得莫斯科国立大学阿拉伯语言与文学博士学位。
1966年，米鲁加入阿拉伯复兴社会党 (叙利亚主导派)。他还加入阿拉伯教师联盟，任文化与公共事务秘书长。1980至1986年间，他曾担任德拉省省长。1986年，被任命为哈塞克省省长，1993年离职。同年，他成为阿勒颇省省长，一直任职到2000年。尽管当时叙利亚与土耳其地区关系紧张，但他与土耳其政府保持良好关系，并成为两国间的纽带。2000年6月，他成为叙利亚阿拉伯复兴社会党的领导人物。
2000年3月7日，哈菲兹·阿萨德总统离世前不久，米鲁被任命为总理，接替马哈茂德·祖阿比的位置。后者自1987年以来一直在此职位。米鲁内阁于2000年3月13日宣布其任务为进行经济改革与打击腐败。2000年阿萨德去世后，成立了一个九人委员会负责过渡阶段，米鲁即为其中一员。
他被新任总统巴沙尔·阿萨德留下，并在执政的敘利亞阿拉伯復興社會黨内部得以晋升。2001年8月，米鲁率领了一支部长级商业代表团访问邻国伊拉克，成为海湾战争之后首位访问该国的叙利亚总理。2001年12月，为刺激经济改革，米鲁负责组建新内阁，他进行了重大改组，并委任多名改革派部长负责经济投资策略。他还致力于加强与土耳其的关系。2003年7月，米鲁出访土耳其，成为17年来首位到访土耳其的叙利亚总理。在此期间，他与土耳其达成关于健康、石油、天然气三项经济协议。据报道，由于经济改革进程停滞，米鲁于2003年9月初辞去职务。议会发言人穆罕默德·纳吉·奥特里接替其职位。此后，米鲁仍在党内中央委员会任职，继续其政治生涯。其任期于2005年6月结束，此后，他退出政坛。